# 鹿児島市立西陵小学校
鹿児島市立西陵小学校（かごしましりつ せいりょうしょうがっこう）は、鹿児島県鹿児島市西陵一丁目にある市立の小学校。

## 概要
鹿児島市の西部にある新興住宅地である西郷団地（住所表記上では西陵）の東部に位置している。1978年（昭和53年）に田上小学校の校区の一部より分割され設置された。2024年3月22日現在709名が在籍しており、29学級が設置されている。
新設校設置計画時は第二田上小学校として設置される計画であったが、古く西陵の区域が属していた西武田村、町名としての西陵が設置される前に属していた西別府町、団地名である西郷団地、田上の西の丘に位置しているなどの理由により西陵小学校と命名された。また、町名としての西陵は1980年（昭和55年）に設置されている。

## 沿革
- 1977年（昭和52年） - 第二田上小学校として設置する計画が策定される。
- 1978年（昭和53年） - 田上小学校から鹿児島市立西陵小学校として分離し開校